# Amblyceps torrentis
Amblyceps torrentis är en fiskart som beskrevs av Irengbam Linthoingambi och Vishwanath 2008. Amblyceps torrentis ingår i släktet Amblyceps och familjen Amblycipitidae. IUCN kategoriserar arten globalt som otillräckligt studerad. Inga underarter finns listade i Catalogue of Life.